# Distrito de Grand Port
Grand Port es un distrito de Mauricio ubicado en la parte sudeste de la isla. Tiene una población estimada, a mediados de 2021, de 112 600 habitantes.
Su capital es la ciudad de Rose-Belle, pero el pueblo más importante del distrito es Mahebourg (antigua capital de Mauricio). Posee el único aeropuerto del país.
El nombre de Grand Port deriva de la villa de Old Grand Port, que fue fundada por los primeros neerlandeses que avistaron estas tierras. Posee un puerto que se encuentra en las costas de la ciudad de Mahébourg, en el interior de la bahía de Grand Port. Construido por los neerlandeses y tiempo después fue tomado por los franceses, el pueblo es un recordatorio del pasado colonial de la isla.
La parte norte del distrito está conformada por valles con bosques y ríos. En la parte sur está el aeropuerto internacional, único en la isla.
En sus costas tuvo lugar el triunfo de la marina napoleónia sobre 4 fragatas de la marina británica en el verano de 1810 en la Batalla de Grand Port.